# 维生素A2
维生素A2（也称为3-脱氢视黄醇），分子式C20H28O，是维生素A類胡蘿蔔素的一种，在体内由CYP27C1转化视黄醇（维生素A1）而来。